# Texas királyai
A Texas királyai (eredeti cím: King of the Hill) egy amerikai rajzfilmsorozat, amelyet Mike Judge és Greg Daniels készített. Judge készítette a Beavis és Butt-head című népszerű sorozatot is.
A sorozatot az Amerikai Egyesült Államokban a Fox adta 1997. január 12. és 2010. május 6. között. 2022. január 18-án Judge és Daniels bejelentették, hogy új stúdiót alapítottak Bandera Entertainment, amivel visszahozzák a sorozatot, az új részek 2025. augusztus 4-én kerültek fel a Hulu streamingszolgáltatásra. Magyarországon a Viasat 6 mutatta be 2009. március 2-án.

## Cselekmény
A műsor egy tipikus amerikai családapáról, Hank Hillről szól, aki egy propán-kereskedésben dolgozik. A sorozat angol címe egy szójáték: angolul a Hill szó dombot jelent, szóval a cím jelentése lehetne a "Domb királya", de ebben az esetben a Hill a család nevére utal. Hank a propán mellett "propán-kiegészítőket" is árul, és nagy családja van, köztük kutyája, Katica, akit Hank épp úgy kezel, mint egy embert, annak ellenére, hogy háziállat.

## Szereplők
| Szereplő               | Eredeti hang                                  | Magyar hang       |
| ---------------------- | --------------------------------------------- | ----------------- |
| Hank Hill              | Mike Judge                                    | Forgács Péter     |
| Peggy Hill             | Kathy Najimy                                  | Agócs Judit       |
| Bobby Hill             | Pamela Adlon                                  | Szvetlov Balázs   |
| Luanne Platter         | Britanny Murphy                               | Molnár Ilona      |
| Dale Gribble           | Johnny Hardwick (1. hang) Toby Huss (2. hang) | Viczián Ottó      |
| Nancy Gribble          | Ashley Gardner                                | Solecki Janka     |
| Bill Dauterive         | Stephen Root                                  | Háda János        |
| Jeff Boomhauer         | Mike Judge                                    | Karácsonyi Zoltán |
| Kahn Souphanousinphone | Toby Huss                                     | Fekete Zoltán     |

## Epizódok
| Évad | Évad | Epizódok | Eredeti sugárzás     | Eredeti sugárzás   | Eredeti adó |
| Évad | Évad | Epizódok | Évadpremier          | Évadfinálé         | Eredeti adó |
| ---- | ---- | -------- | -------------------- | ------------------ | ----------- |
|      | 1    | 12       | 1997. január 12.     | 1997. május 11.    |             |
|      | 2    | 23       | 1997. szeptember 21. | 1998. május 17.    |             |
|      | 3    | 25       | 1998. szeptember 15. | 1999. május 18.    |             |
|      | 4    | 24       | 1999. szeptember 26. | 2000. május 21.    |             |
|      | 5    | 20       | 2000. október 1.     | 2001. május 13.    |             |
|      | 6    | 22       | 2001. november 11.   | 2002. május 12.    |             |
|      | 7    | 23       | 2002. november 3.    | 2003. május 18.    |             |
|      | 8    | 22       | 2003. november 2.    | 2004. május 23.    |             |
|      | 9    | 15       | 2004. november 7.    | 2005. május 15.    |             |
|      | 10   | 15       | 2005. szeptember 18. | 2006. május 14.    |             |
|      | 11   | 12       | 2007. január 28.     | 2007. május 20.    |             |
|      | 12   | 22       | 2007. szeptember 23. | 2008. május 18.    |             |
|      | 13   | 24       | 2008. szeptember 28. | 2010. május 6.     |             |
|      | 14   | 10       | 2025. augusztus 4.   | 2025. augusztus 4. |             |